# 櫻井洋子
櫻井洋子（1951年8月9日—），日本電視節目主持人，出生於新潟縣；畢業於明治大學。1975年到任NHK。

## 現在擔任節目
- 《NHK俳句》（NHK俳句）

## 播報及主持節目經歷
- 《NHK晚間新聞》（NHKニュース (午後7時)）
- 《NHK NEWS WIDE》（NHKニュースワイド）
- 《NHK MORNING WIDE》（NHKモーニングワイド）
- 《NHK7點新聞》（NHKニュース7）
- 《周末美術館》（日曜美術館）/
- 《迷你旅行》（小さな旅）
- 《首都活力 WIDE》（首都圏いきいきワイド）
- 《首都NETWORK》（首都圏ネットワーク）
- 《NHK特集》（NHKスペシャル）
- 《元氣日本列島》（お元気ですか日本列島）

## 外部連結
- http://cgi4.nhk.or.jp/a-room/search/detail.cgi?id=212 （页面存档备份，存于） （日語）

| 前任： 無 | 《NHK7點新聞》主播 （與川端義明共同主播） 1993年4月5日─1995年4月2日 | 繼任： 森田美由紀 1995年4月3日—2000年3月26日 |